# IPO13
Importin-13 là protein ở người được mã hóa bởi gen IPO13.

## Tương tác
IPO13 có khả năng tương tác với RBM8A, PAX6, ALX1, EIF1AX và UBE2I.